# شروخ رمادي (مستباء)

تعديل مصدري - تعديل

شروخ رمادي هي إحدى قرى عزلة شرق مستباء بمديرية مستباء التابعة لمحافظة حجة، بلغ تعداد سكانها 2186 نسمة حسب تعداد اليمن لعام 2004.